# São Marcelo (título cardinalício)
O título cardinalício de São Marcelo foi instituído em torno de 304 pelo Papa Marcelo I. Este título também era conhecido como Lucina. O título S. Marcelli aparece na lista do sínodo romano em 1 de março de 499.
A igreja titular deste título é San Marcello al Corso, em Roma.

## Titulares protetores
- Estêvão (494-?)
- Vilio (590-?)
- Giovanni (731- 761)
- Bento (761-?)
- Anastácio, o Bibliotecário (847-850?)
- Martino (853-?)
- Giovanni (1012-1033)
- Giovanni (1033-1088)
- Oderisio (ou Oderisius), O.S.B. (1088-1099)
- Pietro Capuano (1099-circa 1112)
- Pietro Gherardeschi (1112-1117)
- sconosciuto (circa 1117-dopo il 1118)
- Pierre de Fontaine (1120-1140); pseudocardeal do antipapa Anacleto II
- Giulio (1144-1158)
- Konrad von Wittelsbach (1163)
- Mathieu d'Anjou (1178-1183 o 1184)
- Adelardo Cattaneo (ou Alardo) (1185-1188)
- Fidanzio (1193-circa 1197)
- Gérard (ou Girard), O.Cist. (1199-circa 1200)
- Pietro Capuano, o Menor (1201-circa 1214)
- Niccolò dei Conti di Segni (1228-1239)
- Pierre de Bar (ou de Barro), O.Cist. (1244-1252)
- Vicedomino de Vicedominis, in commendam (1275-1276)
- Giacomo Colonna (1278-1294)
- Nicolas de Nonancour (ou l'Aide) (1294- 1294)[3]
- Arnaud Frangier de Chanteloup (ou Frigier) (1305-1313)
- Bertrand du Pouget (ou Poyet) (1316-1327)
- Androin de la Roche (1361-1369)
- Jean Fabri (o Lefèbre) (1371-1372)
- Bertrand de Cosnac, C.R.S.A. (1372-1374)
- Jean de La Grange, O.S.B. (1375-1394)
- Bartolomeo Mezzavacca (1378-1385)
- Stefano Palosio (1384-1396)
- Antonio Casini (1426-1439)
- Niccolò d'Acciapaccio (1439-1447)
- François de Meez, O.S.B. Clun (1440-1444), pseudocardeal do Antipapa Félix V
- Guillaume-Hugues d'Estaing, (1444-1450), pseudocardeal do Antipapa Félix V
- Giovanni Michiel (1484-1491)
- vacante (1491-1503)
- Pedro Luis de Borja-Llançol de Romaní (1503-1511)
- Francisco de Remolins (1511-1517)
- Gualterio Raimundo de Vich (ou Guillermo) (1517-1525)
- Enrique de Cardona y Enríquez (1527-1530)
- Egídio de Viterbo (ou Ægidius), O.E.S.A. (1530-1532)
- Marino Grimani (1532-1539)
- Dionisio Laurerio, O.S.M. (1540-1542)
- Marcello Crescenzi (1542-1552)
- Miguel da Silva (1552-1553)
- Girolamo Verallo (1553-1555)
- Girolamo Dandini (1555-1559)
- Giovanni Andrea Mercurio (1560-1561)
- Marco Antonio Amulio (1561-1572)
- Marco Antonio Bobba (1572-1575)
- Vacante (1575-1584)
- Giambattista Castagna (1584-1590) Eleito Papa Urbano VII
- Benedetto Giustiniani (1591-1599)
- Paolo Emilio Zacchia (1599-1605)
- Innocenzo Del Bufalo-Cancellieri (1605-1606)
- François d'Escoubleau de Sourdis (1606-1621)
- Francesco Cennini de' Salamandri (1621-1641)
- Pierdonato Cesi, Jr. (1642-1656)
- Camillo Melzi (1657-1659)
- Giambattista Spada (1659-1673)
- Federico Baldeschi Colonna (ou Ubaldi) (1675-1685)
- Pier Matteo Petrucci (1687-1701)
- Gianalberto Badoardo (ou Baduaro) (1706-1712)
- Luigi Priuli (1712-1714)
- Wolfgang Hannibal von Schrattenbach (1714-1738)
- Vacante (1738-1743)
- Raffaele Cosimo de 'Girolami (1743-1748)
- Mario Millini (ou Mellini) (1748-1756)
- Antonio Maria Erba-Odescalchi (1759-1762)
- Ludovico Merlini (1762)
- Giuseppe Simonetti (1766-1767)
- Vacante (1767-1802)
- Carlo Francesco Maria Caselli, O.S.M. (1802-1828)
- Thomas Weld (1830-1837)
- Chiarissimo Falconieri Mellini (1838-1859)
- Vacante (1859-1874)
- Mariano Falcinelli Antoniacci, O.S.B. (1874)
- Salvatore Nobili Vitelleschi (1875)
- Luigi di Canossa (1877-1900)
- Casimiro Gennari (1901-1914)
- Franziskus von Bettinger (1914-1917)
- Francesco Ragonesi (1921-1931)
- Maurilio Fossati, O.SS.G.C.N. (1933-1965)
- Carlo Grano (1967-1976)
- Dominic Ignatius Ekandem (1976-1995)
- Edouard Gagnon, P.S.S. (1996-2007)
- Agustín García-Gasco y Vicente, (2007-2011)
- Giuseppe Betori, (2012-atual)